# 캐나다컵

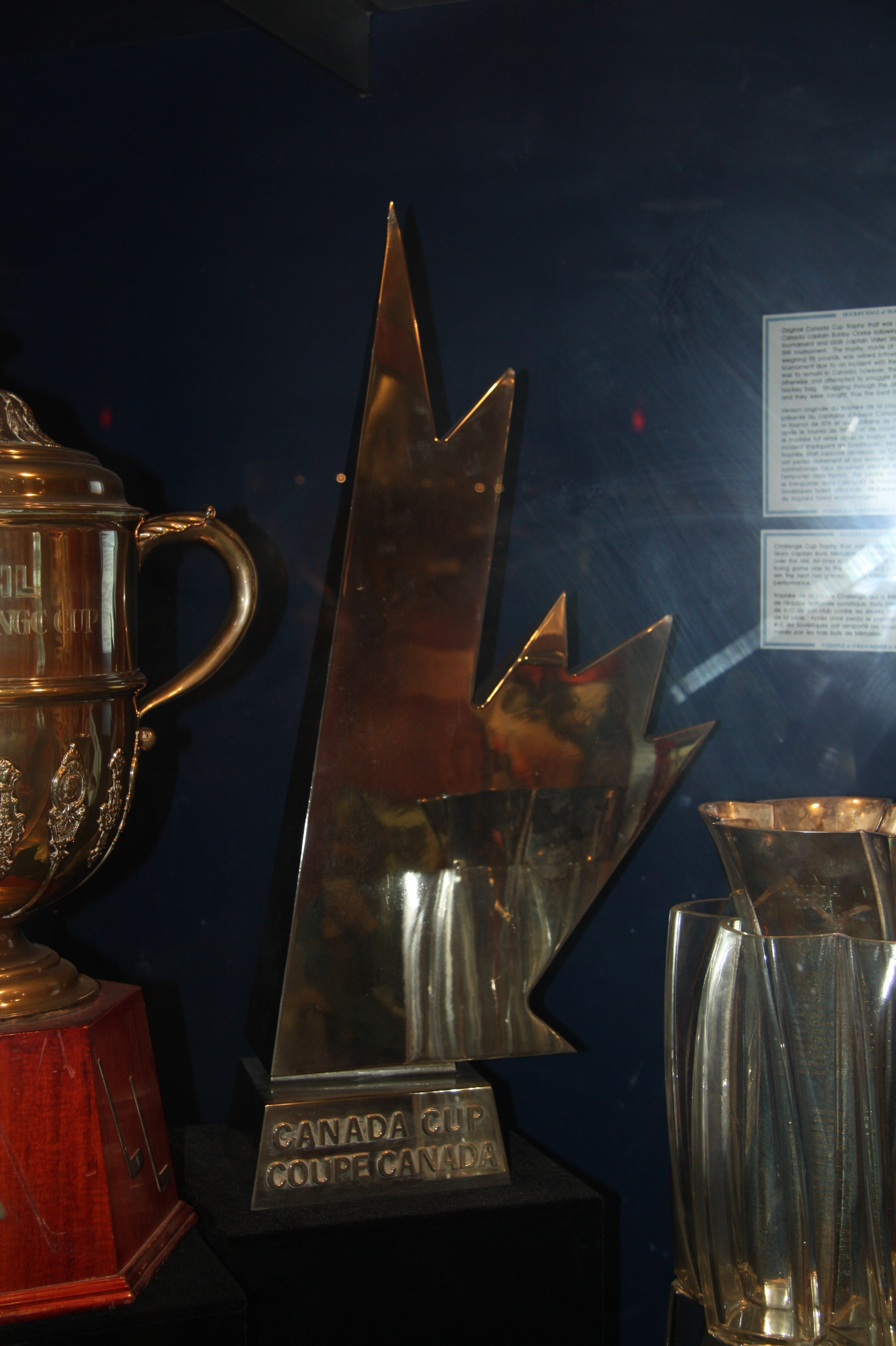
하키 명예의 전당에 전시된 캐나다 컵

캐나다컵(Canada Cup)은 1976년부터 1991년까지의 부정기 사이에 개최된 아이스하키 대회이다.

## 같이 보기
- 내셔널 하키 리그
- 국제 아이스하키 연맹
- 세계 아이스하키 선수권 대회
- 아이스하키 월드컵
- 올림픽 아이스하키